# Кюнер Микола Васильович
Микола Васильович Кюнер (26 вересня 1877 року, Тбілісі — 5 квітня 1955 року, Ленінград) — радянський сходознавець, історик і етнограф.

## Життєпис
Закінчив східний факультет Петербурзького університету (1900). З 1902 року професор Східного інституту (з 1920 — Далекосхідний університет) у Владивостоці, з 1925 професор ЛДУ, з 1932 одночасно старший науковий співробітник інституту етнографії АН СРСР. Доктор історичних наук (1935). Основні праці з історії, етнографії, історії матеріальної культури Китаю, Японії та Кореї; дослідження та переклади класичної історичної літератури, роботи з джерелознавства та бібліографії. Перевидав працю М. Я. Бічуріна «Збірник відомостей про народи, що мешкали в Середній Азії у стародавні часи» (1950—53). Нагороджений орденом Леніна, орденом Трудового Червоного Прапора і медаллю.